# Ballymorereagh

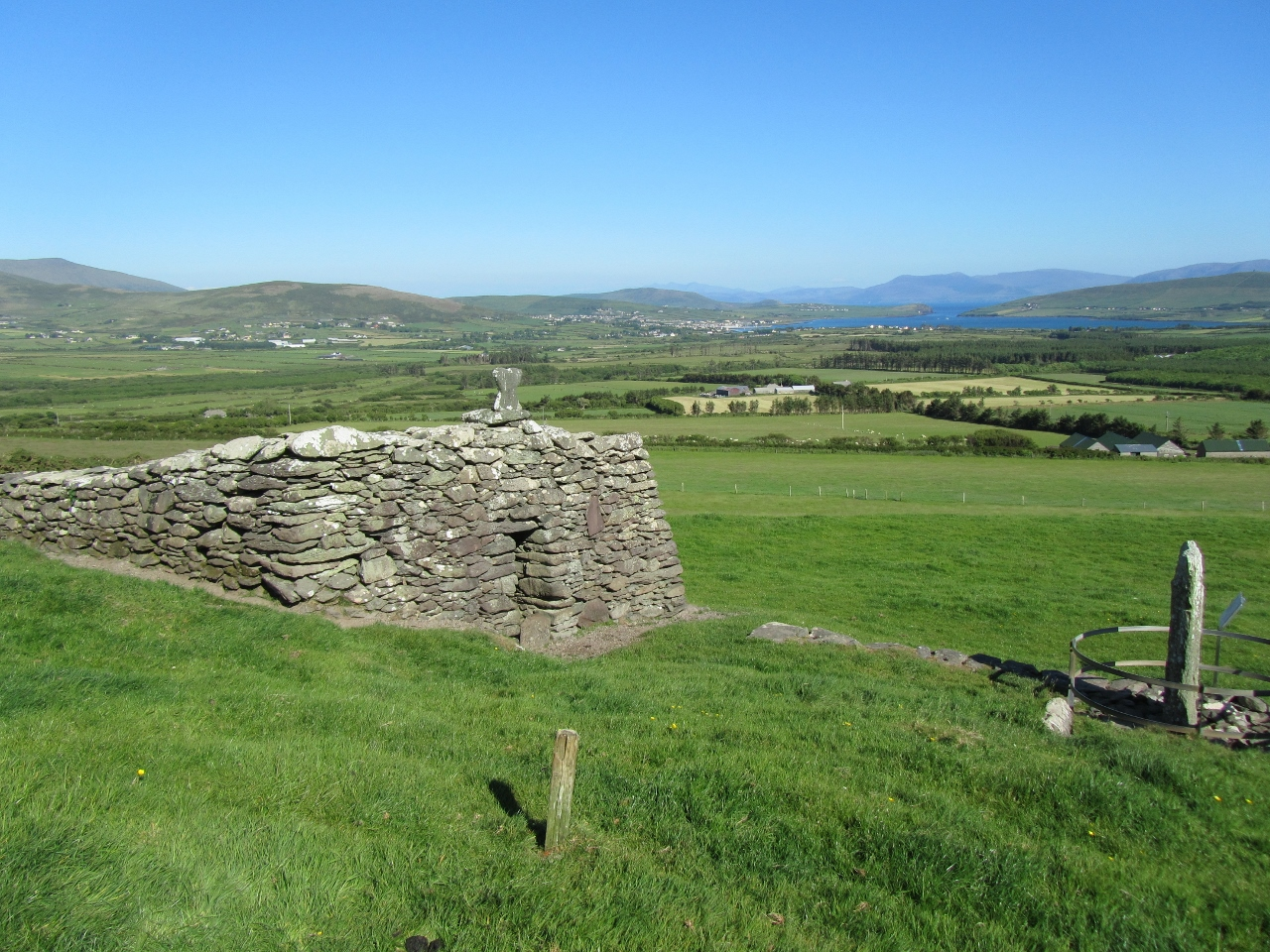
Oratorium von Ballymorereagh

Ballymorereagh (irisch An Baile Riabhach) ist ein Townland oberhalb von Dingle-Harbour, auf der Dingle-Halbinsel im County Kerry in Irland. Hier befindet sich ein bis in etwa 2,75 m Höhe rekonstruiertes, schiffsförmiges Oratorium (ähnlich dem Gallarus Oratory) aus Trockenmauerwerk, das St. Manchan zugeschrieben wird. Die zwischen dem 5. und 7. Jahrhundert genutzte Anlage wird auch und daher auch Templemanaghan, Teampall Geal oder „Weiße Kirche“ genannt. 
Es gibt eine Cross-Slab und einen Oghamstein, die vielleicht sein Grab kennzeichnen. Zwei anderen Cross-Slabs, ein Begräbnisplatz und ein Souterrain befinden sich ebenso in der Nähe wie der Teampull Gael (auch White Church genannt) ein Oratorium mit einer Oghaminschrift. Zahlreiche kleinere Strukturen, die wahrscheinlichste Reste von Bienenkorbhütten darstellen wurden vor den 1950er Jahren entfernt.

## Der Oghamstein
Der mit einem Kreuz versehene Oghamstein steht vor dem Zugang des Oratoriums. Der Stein ist 1,75 m hoch und hat einen Querschnitt von 0,56 m × 0,36 m. Die nur teilweise erhaltene Inschrift an der Nordostecke lautet „Qeniloci Maqi, Maqi-Ainia Muc ...“. Eine weitere lautet „Fect Queniloc“. Auf der West- und Ostseite des Steins sind griechische Kreuze eingeritzt. Sabine Ziegler hat den Stein auf 400–700 n. Chr. datiert.

## Souterrain
Das aus mindestens drei Kammern aus Trockenmauerwerk (stone-built) errichtete Souterrain ist unzugänglich. Bei Souterrains wird zwischen „earth-cut“, „rock-cut“, „mixed“, „stone built“ und „wooden“ (z. B. Coolcran, County Fermanagh) Souterrains unterschieden. 

### Zweck
Der Zweck der Souterrains ist seit der Ausgrabung von Windwick nicht mehr völlig unbekannt. Interpretationen als Verteidigungsanlagen, Ställe oder Vorratsspeicher wurden verworfen. Am wahrscheinlichsten ist eine kultische Funktion.

## Souterrain Ware
Funde in Souterrains sind selten. Jedoch fand sich in mehreren, z. B. Downview, in Westpark, in der Nähe von Belfast, flache Keramik, welche, obwohl nicht datierbar, im nordöstlichen Teil der Insel offenbar aus frühchristlicher Zeit stammt. Sie wird Souterrain Ware genannt, obwohl sie in Ringforts wie Lissue und Ballyaghagan im County Antrim und in Crannógs wie dem im Lough Faughan im County Down oder in Siedlungen zahlreicher vertreten ist.